# Věra Čáslavská
Věra Čáslavská (Prag, Češka, 3. svibnja 1942. – Prag, 30. kolovoza 2016.) bila je češka gimnastičarka, sedmerostruka olimpijska pobjednica, koja je svoje medalje osvajala pod čehoslovačkom zastavom.
Sa svoja 22 naslova na međunarodnim natjecanjima jedna je od najuspješnijih gimnastičarki u povijesti, a uz Larisu Latinjinu jedina koja je na dvjema uzastopnim Olimpijskim igrama osvajala zlato u pojedinačnom višeboju.
Vrhunac karijere je imala na Igrama u Meksiku 1968. godine, iako je i do tada već imala brojne olimpijske medalje. Na tim je Igrama osvojila medalju u svih šest disicplina u gimnastičkom programu, od kojih čak četiri zlatne.
To su bile i godine tzv. Praškog proljeća, liberalnog pokreta u komunističkoj Čeholovačkoj kojeg su brzo ugušili tenkovi poslani iz tadašnjeg SSSR-a. Čáslavská je bila jedna od onih osoba čija popularnost i sportski uspjesi, posebno pobjede nad sovjetskim gimnastičarkama, nisu odgovarali komunističkoj vlasti pa je tako nakon prekida sportske karijere dugo bila u nemilosti, s zabranom izlaska iz zemlje.
Nakon nezavisnosti Češke 1990-tih godina Čáslavská ponovno ulazi u javni život, kao savjetnica predsjednika te kasnije i kao češka predstavnica u Međunarodnom olimpijskom odboru.